# Jack Grealish
Jack Peter Grealish [ɡriːlɪʃ/] (* 10. September 1995 in Solihull) ist ein englisch-irischer Fußballspieler. Der Offensivspieler spielte den Großteil seiner Karriere bei Aston Villa und steht seit August 2025 als Leihspieler von Manchester City beim FC Everton unter Vertrag. Zudem ist er englischer A-Nationalspieler.

## Karriere

### Vereine
Grealish wuchs in Solihull, einem Vorort von Birmingham, auf. Er begann seine Karriere im Jahr 2001 in der Jugend von Aston Villa. Für dessen U21 kam er ab 2011 in der U-21 Premier League zum Einsatz. In der Saison 2013/14 wurde er an Notts County in die Football League One verliehen, in der er fünf Tore in 37 Spielen erzielte. Nach seiner Rückkehr debütierte Grealish am 7. Mai 2014 bei der 0:4-Niederlage bei Manchester City in der Premier League. Zur Spielzeit 2014/15 rückte er fest zur ersten Mannschaft auf. Am 13. September 2015 erzielte er bei der 2:3-Niederlage im Ligaspiel bei Leicester City sein erstes Pflichtspieltor für die Villans. Nach der Spielzeit 2015/16 stieg er mit dem Verein in die Football League Championship ab.
In der Zweitklassigkeit entwickelte sich Grealish sukzessive zum Führungsspieler. Dabei machte er zunächst noch durch Undiszipliniertheiten Schlagzeilen, vor allem als er im September 2016 in einem Hotel in Birmingham an einer lautstarken Party in der Nacht teilnahm und dafür von Seiten des Vereins gerügt wurde. In der Saison 2018/19 war er Schlüsselspieler auf dem Weg zum Aufstieg in die Premier League. Ab März 2019 führte er Aston Villa als Mannschaftskapitän aufs Feld. 
Zur Saison 2021/22 wechselte Grealish nach 20 Jahren bei Aston Villa innerhalb der Premier League zum amtierenden Meister Manchester City. Er unterschrieb einen Vertrag bis zum 30. Juni 2027. Mit einer Ablösesumme von rund 118 Millionen Euro wurde der 25-Jährige zum bis dahin sechstteuersten Spieler der Fußballgeschichte sowie zum Rekordtransfer der Premier League. In seiner ersten Saison gewann er mit seiner Mannschaft die Meisterschaft. In der darauffolgenden Saison gewann Grealish mit City das Triple aus Meisterschaft, Pokal und der Champions League. Im August 2025 wurde er an den FC Everton verliehen.

### Nationalmannschaft
Obwohl Grealish in England geboren wurde, spielte er aufgrund der Herkunft seiner Großeltern für die irischen Auswahlmannschaften der U17, U18 sowie U21 und erzielte für diese Mannschaften 6 Tore bei 19 Einsätzen.
Im September 2015 führte er mit dem englischen Nationaltrainer Roy Hodgson Gespräche über seine Zukunft und entschied sich dafür, zukünftig für englische Nationalmannschaften aufzulaufen. Am 19. Mai 2016 debütierte Grealish beim 1:0-Sieg gegen Portugals U20 in der englischen U21-Auswahl. Vier Tage später erzielte er beim 7:1-Sieg gegen Guineas U23 zwei Tore. Insgesamt absolvierte er bis März 2017 sieben Spiele für diese Auswahl.
Am 8. September 2020 debütierte Grealish beim 0:0 in der Nations League gegen Dänemark in der englischen A-Nationalmannschaft.
Im Jahr 2021 wurde er in den englischen Kader für die Fußball-Europameisterschaft berufen, der das Finale gegen Italien im Elfmeterschießen im heimischen Wembley-Stadion verlor.
Im Jahr 2022 wurde Grealish in den englischen Kader für die Fußball-WM in Katar berufen.

## Titel und Auszeichnungen
International
- Champions-League-Sieger: 2023
- Klub-Weltmeister: 2023
- UEFA-Super-Cup-Sieger: 2023

England
- Meister (3): 2022, 2023, 2024
- Pokalsieger: 2023
- Supercupsieger: 2024

Auszeichnungen
- PFA Team of the Year: 2018/19 (Championship)